# رقعة بنية

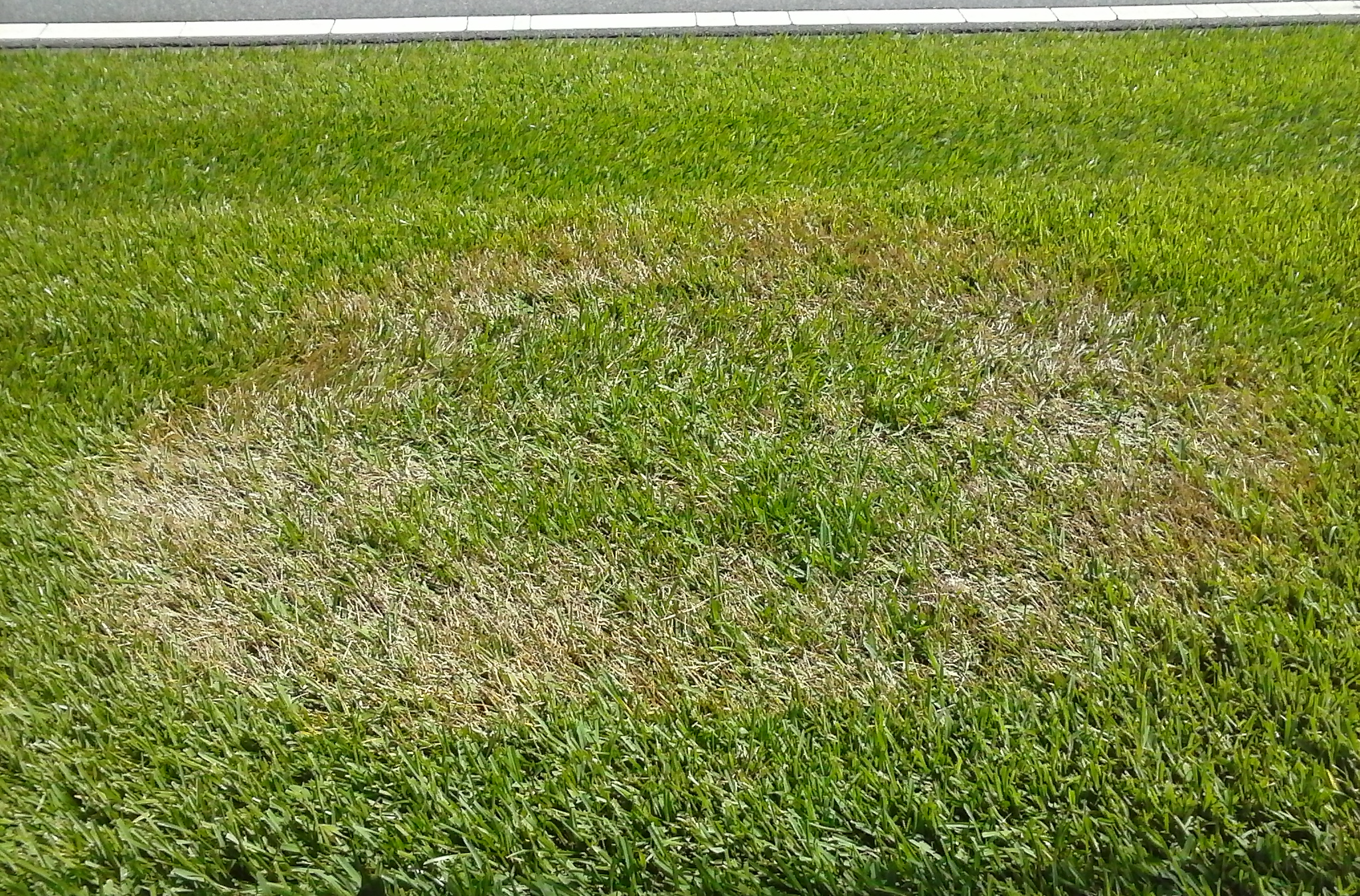

الرقعة البنية أو لفحة الرايزوكتونيا (بالإنجليزية: Rhizoctania Blight)‏ أو (بالإنجليزية: Brown Patch)‏ مرض فطري يصيب المسطحات الخضراء أو المروج ويسببه فطر الرايزوكتونيا (باللاتينية: Rhizoctonia solani).
تتعرض المسطحات الخضراء لهذا المرض خلال الربيع والخريف. تعتبر معظم أنواع الأعشاب حساسة للإصابة بهذا المرض وأكثرها حساسية الأعشاب المعمرة والفستوكة القصبية النجيل والأعشاب الزاحفة مثل الأغروستيس الرئدي (باللاتينية: A. stolonifera) و((باللاتينية: Agrostis palustris) والزويسيا ((باللاتينية: Zoysia ) و(Roughstalk bluegrass أو Poa trivialis) وطبعا إضافة للجنس Lolium spp
الظروف المثالية لانتشار المرض تتطلب توافر الرطوبة العالية ودرجة حرارة لا تتعدى 25 درجة مئوية. 

## أعراض المرض
سهولة انفصال الأوراق عن الساق حيث يدمر الفطر الأنسجة في منطقة اتصال النصل بالساق.
-ذبول العشب وتحوله إلى اللون الأصفر.
- ظهور تبقعات صفراء على الأوراق محاطة بهالة بنية.
قد يظهر ميسيليوم الفطر واضحا بوجود الندى في فترات الصباح الباكر 

## دورة حياة الفطر
يعتبر فطر الرايزكتونيا من الفطريات التي تقضي فترة الشتاء في التربة على شكل أجسام صغيرة بنية اللون تعرف (بالإنجليزية: sclorotia)‏. عندما تصبح الظروف مناسبة من درجة حرارة ورطوبة تتطور هذه الأجسام لتعطي ميسيليوم الفطر الذي يعتبر الجزء الفعال في إحداث الإصابة. يهاجم الفطر اما 1- الأوراق فقط مخترقا انسجة الورقة ومحدثا تموتا في الأنسجة. 
أو 2- قد تمتد الإصابة لقاعدة الساق وتحدث تهتك للأنسجة بمنظفة اتصال الساق بالجذور وفي بعض الأحيان قد يتطور الفطر ليدمر أنسجة الجذور.
بشكل عام بمجرد دخول الميسيليوم لأنسجة النبات، يبدأ بتكوين سكليروتيا جديدة تحدث العدوى من جديد عند عودة الظروف نفسها في الأعوام التالية.
قد تحدث الرقعة البنية على المسطحات الخضراء بنوع أخر من الرايزوكتونيا والأعراض تكون نفسها ولكن يحتاج هذا النوع وهو (باللاتينية: Rhizoctonia zeae) إلى درجات حرارة أعلى من النوع (باللاتينية: Rhizoctonia solani).
الأعراض الظاهرية على المسطح الأخضر
أمراض النباتات